# Rozwadówka
Rozwadówka (prononciation : [rɔzvaˈdufka]) est un village polonais de la gmina de Sosnówka dans le powiat de Biała Podlaska de la voïvodie de Lublin dans l'est de la Pologne.
Il se situe à environ 4 kilomètres à l'ouest de Sosnówka (siège de la gmina), 34 kilomètres au sud de Biała Podlaska (siège du powiat) et 75 kilomètres au nord-est de Lublin (capitale de la voïvodie).
Le village comptait approximativement une population de 440 habitants en 2006.

## Histoire
De 1975 à 1998, le village est attaché administrativement à la voïvodie de Biała Podlaska.

Depuis 1999, il fait partie de la voïvodie de Lublin.